# Teus, meus i nostres (pel·lícula de 2005)
Teus, meus i nostres (títol original: Yours, Mine and Ours) és una comèdia familiar estatunidenca dirigida per Raja Gosnell, sortida l'any 2005. Ha estat doblada al català.
Es tracta d'un remake de la pel·lícula homònima de 1968.

## Argument
El Contra-Almirall Frank Beardsley, comandant de l'Acadèmia dels Guarda-Costes, és un militar que té una família de vuit fills. Havent perdut la seva dona fa alguns anys, s'ocupa de la seva família amb la disciplina i el rigor de l'exèrcit. Ell i la seva família es traslladen sovint, segons el seu destí. Els nens són disciplinats i són la perfecta rèplica dels nens perfectes, com la seva casa
Helen North, el marit de la qual va morir quatre anys abans en un accident de cotxe, és una dona excèntrica i original, crea bosses de ma i té deu fills (quatre naturals i sis adoptats). Educa els seus fills amb l'originalitat i la dolçor de la qual fa sempre prova. Els fills, educats amb la seva creativitat, tenen tot d'estils diferents, sense comptar la seva casa que és un camp de batalla, però certament acollidora.
Frank i Helen havien estat junts quinze anys enrere i havien de casar-se, però els seus camins es van separat. En la reunió per als seus quinze anys de graduació, es troben i tornen a enamorar-se l'un de l'altre. Decideixen de casar-se. Però, això no és la felicitat pels divuit nens diferents i que viuen de maneres diferents. No se senten realment. Frank diu a Helen que si poden maniobrar un veler tots junts és que poden ser una família. Però no funciona gens.

## Repartiment
- Dennis Quaid: Frank Beardsley
- Rene Russo: Helen North
- Sean Faris: William Beardsley
- Katija Pevec: Christina Beardsley
- Dean Collins: Harry Beardsley
- Tyler Patrick Jones: Michael Beardsley
- Haley Ramm: Kelly Beardsley
- Brecken Palmer: Ely Beardsley
- Bridger Palmer: Otter Beardsley
- Ty Panitz: Ethan Beardsley
- Danielle Panabaker: Phœbe North
- Drake Bell: Dylan North
- Miki Ishikawa: Naoko North
- Slade Pearce: Mick North
- Little JJ: Jimi North
- Miranda Cosgrove: Joni North
- Josh Henderson: Nick De Pietro
- Linda Hunt: Mme Munion
- Jerry O'Connell: Max
- David Koechner: Darrell
- Rip Torn: Comandant Sherman

## Producció
Les escenes del film han estat filmades a Los Angeles i Santa Clarita a Califòrnia i a New London a Connecticut.

### Música
- Right Back Where We Started From, interpretat per Maxine Nightingale (EMI Records)
- Bring 'em Out, interpretat per Hawk Nelson (Tooth & Nail Records)
- Pump It, interpretat per Black Eyed Peas (A&M Records)
- Almost, interpretat per Bowling for Soup (Jive Records)
- Good Day, interpretat per Click Five (Lava Records LLC)
- Things We Go Through, interpretat per Hawk Nelson (Tooth & Nail Records)
- When the Kids Go Go Go Crazy, interpretat per The Groovie Ghoulies (Green Door Recording Co.)
- Sound Off (Duckworth Chant)
- Exprés Yourself (Mocean Worker Remix), interpretat per Charles Wright & The Watts 103rd Street Rhythm Band (Warner Bros.)
- Up Where We Belong
- It Only Takes ha Minut, interpretat per Tavares (Capitol Records)
- Love Won't Let Me Wait, interpretat per Ricky Fante (Virgin Records)
- Head Up, interpretat per Ben Gidsjoy (Sublim Music)
- I'll Remember This
- Make a Noise, interpretat per Mikey Likes It (Deetown Entertainment)
- Jerk It Out, interpretat per Caesars (Astralwerks)
- Ballad of the Green Beret, interpretat per Barry Sadler (The RCA Records Label)
- Defeated, interpretat per The City Drive (Sony Music Entertainment)
- Slippin' and Slidin' (Itaal Shur Remix), interpretat per Little Richard (Concord Music Group)
- Right Back Where We Started From (Nico Remix), interpretat per Maxine Nightingale (EMI Records)

## Rebuda

### Nominacions
- 2006: nominat als Young Artist Awards en les categories millor film familiar - Comèdia o musical i millor grup en un film.

### Crítica
- "Una comèdia familiar del munt (...) té moments de certa inspiració basats en el contrast de les maneres educatives"[3]
- "Una pel·lícula que d'alguna manera les hi arregla per ser al mateix temps irritadorament familiar i instantàniament oblidable"[4]